# 新城街道 (雷州市)
新城街道，是中华人民共和国广东省湛江市雷州市下辖的一个乡镇级行政单位。

## 行政区划
新城街道下辖以下地区：
金碧园社区、水店社区、新园社区、鸿信社区、新城社区、昌大昌社区、天和社区和雷南社区。